# Get on Up
Get on Up är en amerikansk långfilm från 2014 i regi av Tate Taylor. Filmen utgör en biografi över James Browns liv, från uppväxten i en fattig familj till att bli en av de mest inflytelserika artisterna någonsin.  Filmens soundtrack består av originalinspelningar med Brown.

## Rollista i urval
- Chadwick Boseman - James Brown
- Nelsan Ellis - Bobby Byrd
- Dan Aykroyd - Ben Bart
- Viola Davis - Susie Brown
- Lennie James - Joe Brown
- Brandon Mychal Smith - Little Richard